# Polský salám
Polský salám je druh salámu, někdy se jedná i o salám točený. Obsahuje asi 80 % tučného vepřového masa krájeného na větší kousky a zhruba 20 % hovězího masa, které jako prát spojuje kousky vepřového masa. V nákroji jsou typické velké průřezy kostkami tučného masa. Polský salám je vydatně kořeněn paprikou. 
Po zrušení závaznosti bývalých státních a podnikových norem počátkem 90. let 20. století došlo k prudkému snížení jeho kvality.
Levný polský salám může obsahovat pouze kolem 55% masa, zbytek tvoří voda se zahušťovadly, kůže, sádlo, dochucovadla a další éčka.